# Slátan Dudow
Slátan Dudow est un réalisateur est-allemand d'origine bulgare né le 30 janvier 1903 à Zaribrod (Bulgarie), mort le 12 juillet 1963 en République démocratique allemande.

## Biographie
Originaire d'une famille de cheminots, Slátan Dudow développe dans sa jeunesse des sympathies communistes. Après avoir commencé des études d'architectures, il se tourne vers la mise en scène, et en 1929, part à Moscou étudier le théâtre. Il s'y lie avec Sergueï Eisenstein et Bertolt Brecht.
De retour en Allemagne, il réalise deux longs métrages, dont Ventres glacés (Kuhle Wampe), un « film prolétarien » scénarisé par Bertolt Brecht qui cause des remous dans la république de Weimar du maréchal Hindenburg. Après avoir subi la rigueur de la censure, le service d'ordre du Parti communiste doit sécuriser les séances contre des attaques des S.A..
Avec l'arrivée au pouvoir du NSDAP, Dudow s'exile en Suisse pour la durée de la guerre.
Après le conflit mondial, il retourne en Allemagne, dans la zone d'occupation soviétique qui devient la République démocratique allemande en 1949. Il y tourne moins d'une dizaine de films pour la DEFA, la compagnie nationale est-allemande.
Il meurt en 1963 dans un accident d'automobile sans avoir pu achever son dernier film, Christine. Il est enterré au cimetière de Dorotheenstadt à Berlin.

## Filmographie
- 1929 : Seifenblasen (Bulles de savon)
- 1932 : Ventres glacés (Kuhle Wampe)
- 1949 : Notre pain quotidien
- 1950 : La Famille Benthin (Benthin Familie) de Kurt Maetzig (coréalisateur)
- 1952 : Frauenschicksale
- 1954 : Plus fort que la nuit (Stärker als die Nacht)
- 1956 : Capitaine de Cologne (Der Hauptmann von Köln)
- 1959 : Les Troubles de l'amour (de)[3] (Verwirrung der Liebe)